# Dianne Wiest
Pour les personnes ayant le même patronyme, voir Wiest.
Dianne Wiest est une actrice américaine, née le 28 mars 1948 à Kansas City, dans le Missouri.

## Biographie
Dianne Wiest est née dans le Missouri, d’un père militaire à la « Missouri Military Academy » et d'une mère prénommée Melissa (née Winstone). Elle a deux frères : Greg et Don Wiest.
L'ambition originale de Dianne était d’être ballerine, mais elle commence à jouer au théâtre au lycée et change de voie. En 1969, elle sort diplômée de l'université du Maryland.

### Vie privée
Elle a adopté deux filles, Emily (née en 1987) et Lily (née en 1991).

## Carrière
Elle fait ses débuts au théâtre à Broadway en 1971 et joue dans de nombreuses pièces, essentiellement dans les années 1970 et 1980.
Elle fait ses débuts au cinéma en 1980, mais elle ne se fait connaître qu'après avoir tourné dans plusieurs films de Woody Allen, à commencer par La Rose pourpre du Caire (1985). Deux des cinq films de Woody Allen lui valent l'Oscar de la meilleure actrice dans un second rôle : Hannah et ses sœurs (1987) puis Coups de feu sur Broadway (1994).
Elle joue aussi dans Radio Days (1987) et September et pour d'autres réalisateurs, dans notamment, Portrait craché d'une famille modèle de Ron Howard en 1989, Edward aux mains d'argent de Tim Burton en 1990. L'Homme qui murmurait à l'oreille des chevaux de Robert Redford en 1998, ou encore Sam, je suis Sam de Jessie Nelson avec Sean Penn en 2001.
À la télévision, elle est présente dans la série New York, police judiciaire pendant les saisons 11 et 12.
Elle joue le rôle de Gina Toll, l'analyste de Paul Weston, dans En analyse en 2008 et 2009. Elle remporte pour ce rôle l'Emmy Award du meilleur second rôle féminin en 2008.
En 2018, elle joue dans La Mule de Clint Eastwood (où elle interprète l'ex-épouse de ce dernier).

## Filmographie

### Cinéma
- 1980 : C'est ma chance (It's My Turn) de Claudia Weill : Gail
- 1982 : I'm Dancing as Fast as I Can de Jack Hofsiss : Julie Addison
- 1983 : Independence Day de Robert Mandel : Nancy Morgan
- 1984 : Footloose d'Herbert Ross : Vi Moore
- 1984 : Falling in Love d'Ulu Grosbard : Isabelle
- 1985 : La Rose pourpre du Caire (The Purple Rose of Cairo) de Woody Allen : Emma
- 1986 : Hannah et ses sœurs (Hannah and Her Sisters) de Woody Allen : Holly
- 1987 : Radio Days de Woody Allen : Bea
- 1987 : Génération perdue (The Lost Boys) de Joel Schumacher : Lucy Emerson
- 1987 : September de Woody Allen : Stephanie
- 1988 : Les Feux de la nuit (Bright Lights, Big City) de James Bridges : La mère de Jaimie
- 1989 : Portrait craché d'une famille modèle (Parenthood) de Ron Howard : Helen Buckman Lampkin Bowman
- 1989 : Cookie de Susan Seidelman : Lenore
- 1990 : Edward aux mains d'argent (Edward Scissorhands) de Tim Burton : Peg Boggs
- 1991 : Le Petit Homme (Little Man Tate) de Jodie Foster : Dr Jane Grierson
- 1994 : Les Nouveaux Associés de Michael Ritchie : Helen Robberson
- 1994 : Coups de feu sur Broadway (Bullets Over Broadway) de Woody Allen : Helen Sinclair
- 1994 : The Scout (en) de Michael Ritchie : Dr H. Aaron
- 1995 : Drunks de Peter Cohn : Rachel
- 1996 : Birdcage (The Birdcage) de Mike Nichols : Louise Keeley
- 1996 : L'Associé (The Associate) de Donald Petrie : Sally Dugan
- 1998 : L'Homme qui murmurait à l'oreille des chevaux (The Horse Whisperer) de Robert Redford : Diane Booker
- 1998 : Les Ensorceleuses (Practical Magic) de Griffin Dunne : Tante Bridget « Jet » Owens
- 2001 : Not Afraid, Not Afraid de Annette Carducci : Paula
- 2001 : Sam, je suis Sam (I Am Sam) de Jessie Nelson : Annie Cassell
- 2002 : Merci Docteur Rey d'Andrew Litvack : Elisabeth Beaumont
- 2005 : Robots de Chris Wedge et Carlos Saldanha : Mme Copperbottom (voix)
- 2007 : Coup de foudre à Rhode Island (Dan in Real Life) de Peter Hedges : Nana Burns
- 2008 : Les Passagers (Passengers) de Rodrigo Garcia : Toni
- 2009 : Rage de Sally Potter : Miss Roth
- 2011 : Rabbit Hole de John Cameron Mitchell : Nat, la mère de Becca
- 2012 : La Drôle de vie de Timothy Green (The Odd Life of Timothy Green) de Peter Hedges : Mme Crudstaff
- 2012 : Drôles d'oiseaux (The Big Year) de David Frankel : Brenda Harris
- 2012 : Freeway et nous (Darling Companion) de Lawrence Kasdan : Penny Alexander
- 2014 : The Humbling de Barry Levinson : la mère de Pegeen
- 2015 : Five Nights in Maine de Maris Curran : Lucinda
- 2015 : Sisters de Jason Moore : Deanna Ellis
- 2018 : La Mule (The Mule) de Clint Eastwood : Mary
- 2020 : La Grande Traversée (Let Them All Talk) de Steven Soderbergh : Susan
- 2020 : I Care a Lot de J Blakeson : Jennifer Peterson
- 2024 : Apartment 7A de Natalie Erika James : Minnie Castevet

### Télévision

#### Séries télévisées
- 1978 : Great Performances : Elizabeth Gertrude Stern
- 1996 : Les Contes d'Avonlea (Road to Avonlea) : Lilian Hepworth
- 2000 : Le Dixième Royaume (The 10th Kingdom) : La Méchante Reine / Christine Lewis
- 2000 - 2002 : New York, police judiciaire (Law and Order) : Nora Lewin
- 2001 : New York, section criminelle (Law and Order : Criminal Intent) : Nora Lewin
- 2002 : New York, unité spéciale (Law and Order : Special Victims Unit) : Nora Lewin
- 2008 : The Return of Jezebel James : Talia Tompkins
- 2008 - 2009 : En analyse (In Treatment) : Dr Gina Toll
- 2014 : Blacklist (The Blacklist) : La juge
- 2015 - 2019 : Life in Pieces : Joan Short
- 2021-présent : Mayor of Kingstown : Miriam MacLusky

#### Téléfilms
- 1975 : Zalmen Or The Madness of God de Peter Levin et Alan Schneider : Nina
- 1982 : The Wall de Robert Markowitz : Symka Mazor
- 1983 : The Face of Rage de Donald Wrye : Rebecca Hammil
- 1999 : L'Affaire Noah Dearborn (The Simple Life of Noah Dearborn) de Gregg Champion : Sarah McClellan
- 2004 : Cyclone, catégorie 6 : Le Choc des tempêtes (Category 6 : Day of Destruction) de Dick Lowry : Shirley Abbott
- 2004 : The Blackwater Lightship (en) de John Erman : Lily

## Distinctions

### Récompenses
- Oscars 1987 : Meilleure actrice dans un second rôle pour Hannah et ses sœurs
- Oscars 1995 : Meilleure actrice dans un second rôle pour Coups de feu sur Broadway
- Golden Globes 1995 : Meilleure actrice dans un second rôle pour Coups de feu sur Broadway
- Satellite Awards 2005 : Meilleure actrice dans une mini-série ou un téléfilm pour The Blackwater Lightship (en)
- Primetime Emmy Awards 2008 : Meilleure actrice dans un second rôle dans une série dramatique pour En analyse

### Nominations
- British Academy Film Awards 1988 : Meilleure actrice dans un second rôle pour Radio Days
- Oscars 1990 : Meilleure actrice dans un second rôle pour Portrait craché d'une famille modèle
- Saturn Awards 1992 : Meilleure actrice dans un second rôle pour Edward aux mains d'argent
- Primetime Emmy Awards 2009 : Meilleure actrice dans un second rôle dans une série dramatique pour En analyse

## Voix françaises
| - Denise Metmer dans : - Génération perdue - L'Homme qui murmurait à l'oreille des chevaux - L'Affaire Noah Dearborn (téléfilm) - Le Dixième Royaume (série télévisée) - Cyclone, catégorie 6 : Le Choc des tempêtes (téléfilm) - Monique Nevers dans : - New York, police judiciaire (série télévisée) - New York, unité spéciale (série télévisée) - New York, section criminelle (série télévisée) - Blanche Ravalec dans : - Synecdoche, New York - Freeway et nous - Life in Pieces (série télévisée) - Francine Lainé dans : - Falling in Love - Portrait craché d'une famille modèle - Annie Sinigalia dans : - Hannah et ses sœurs - I Care a Lot - Jeanine Forney dans : - Radio Days - Edward aux mains d'argent | - Danielle Volle dans : - Les Ensorceleuses - Birdcage - Françoise Pavy dans : - La Mule - La Grande Traversée Et aussi - Christine Delaroche dans Footloose - Françoise Dorner dans La Rose pourpre du Caire - Frédérique Tirmont dans September - Martine Sarcey dans Les Feux de la nuit - Élisabeth Wiener dans Coups de feu sur Broadway - Lucie Dolène dans L'Associé - Tania Torrens dans Sam, je suis Sam - Emmanuèle Bondeville dans Robots (voix) - Mireille Delcroix dans Coup de foudre à Rhode Island - Marie Lenoir dans En analyse (série télévisée) - Martine Irzenski dans Blacklist (série télévisée) - Catherine Hubeau dans Sisters - Laurence Dourlens dans Woody Allen : A Documentary - Marie-Madeleine Burguet-Le Doze dans Mayor of Kingstown (série télévisée) |